# Уайт, Шон
Шон Роджер Уайт (англ. Shaun Roger White; род. 3 сентября 1986 года, Сан-Диего, Калифорния) — американский сноубордист, трёхкратный олимпийский чемпион в хафпайпе (единственный в истории трёхкратный олимпийский чемпион во всех дисциплинах сноуборда). 13-кратный победитель зимних X Games в дисциплинах слоупстайл и суперпайп. Также Уайт выступает в скейтбординге и выиграл два золота на летних X Games. За рыжий цвет волос имеет прозвище Летающий Помидор (англ. The Flying Tomato).
Гитарист инди-рок-группы Bad Things. Завершил спортивную карьеру 11 февраля 2022 года.

## Биография
С шести лет Шон увлекался лыжами и сноубордом. В семилетнем возрасте он обрёл в лице компании Burton Snowboards своего первого спонсора. С 13 лет Уайт уже принимал участие во взрослых соревнованиях типа континентального Кубка.

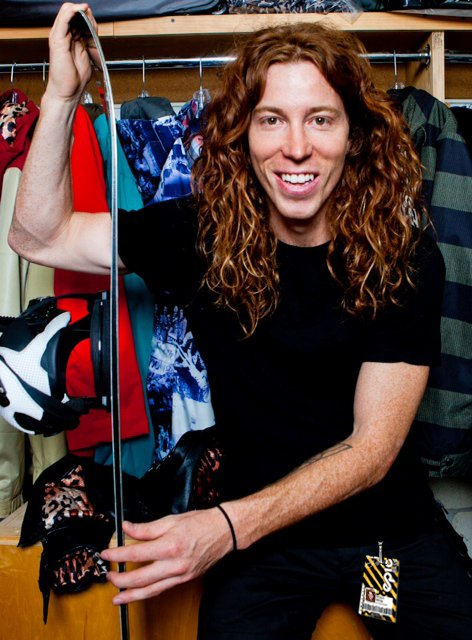

Преимущественно Шон выступал в североамериканских соревнованиях, например, в X-Games, где завоевал, выступая в суперпайпе и слоупстайле, 13 золотых, 3 серебряных и 2 бронзовых медали. Также он участвовал в коммерческих турах TTR и Burton. В Кубке мира FIS в 2001—2022 годах Шон выходил на старт отдельных этапов всего 15 раз (14 в хафпайпе и 1 в слоупстайле), одержав шесть побед, ещё один раз он был вторым и три раза третьим. При этом Уайт лишь раз за карьеру выступил на этапе в Европе, остальные старты пришлись на США и по одному разу в Канаде, Республике Корея и Новой Зеландии. Практически все старты Уайта в Кубке мира были связаны с тем, чтобы набрать достаточное количество очков для квалификации на ближайшие Олимпийские игры. На чемпионатах мира Уайт никогда не выступал.
В 2006 и 2010 годах Шон выигрывал золото на Олимпийских играх, для победы ему было достаточно первой попытки. При этом в Турине он установил мировой рекорд, набрав 46,8 баллов, а в Ванкувере сам же улучшил его, набрав 48,4, опередив ближайшего конкурента почти на 3,5 балла. Показав лучший результат в квалификации, он попал напрямую в финал, где продемонстрировал высший класс во второй попытке, которую завершил прыжком дабл-мак-твист 1260.
17 сентября 2012 года был арестован возле гостиницы в Нэшвилле за пребывание в состоянии опьянения в общественном месте и вандализм.
На зимних Олимпийских играх 2014 года планировал выступить в хафпайпе и слоупстайле, который был впервые включён в программу зимних Игр, но перед началом соревнований принял решение отказаться от слоупстайла и сконцентрироваться на хафпайпе. В квалификации хафпайпа показал лучший результат, напрямую выйдя в финал. Однако в финале Шон в первой попытке выступил неудачно, показав только 11-й результат из 12 участников. Во второй попытке американец также ошибся и в итоге занял только 4-е место, сенсационно оставшись без медали. Золото досталось Юрию Подладчикову из Швейцарии, а серебро и бронза — двум юным японцам.

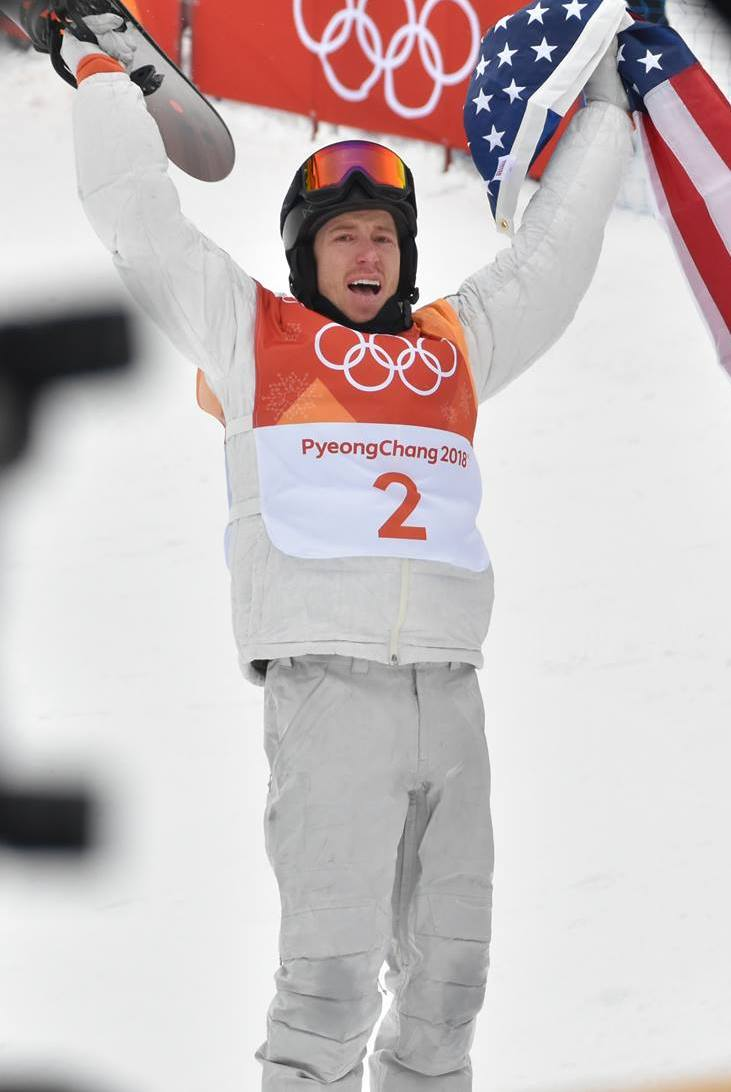
Уайт после победы на Олимпийских играх 2018 года

В 2018 году Шон Уайт выступил на своих четвёртых Олимпийских играх. В квалификации хафпайпа во втором спуске Шон показал лучший результат (98,50 балла). В финале спортсмены выполняли по три спуска, в зачёт шёл лучший результат. Уайт захватил лидерство после первого спуска (94,25 балла), но после второго спуска в лидеры вышел японец Аюму Хирано (95,25). Однако в последнем спуске Шон сумел показать результат 97,75 балла благодаря двум подряд прыжкам 1440 и завоевал своё третье олимпийское золото. Это золото также стало 100-м для сборной США в истории зимних Олимпийских игр.
В 2021 и 2022 годах выступал на этапах Кубка мира с тем, чтобы пройти отбор на зимние Олимпийские игры 2022 года. В середине января 2022 года впервые в карьере выступил на этапе Кубка мира в европейской стране. В швейцарском Лаксе занял третье место в хафпайпе.
На Олимпийских играх 2022 года в Пекине занял четвёртое место (лучшее среди американцев) в хафпайпе, после чего завершил спортивную карьеру.
Шон Уайт также известен по множеству фильмов и игр о сноуборде.
В 2011 году Шон Уайт снялся в роли самого себя в фильме «Секс по дружбе» с Милой Кунис и Джастином Тимберлейком.
С 2013 года встречался с вокалисткой группы Phantogram Сарой Бартел.
В 2016 году ударница группы Bad Things Лена Завайдех (англ. Lena Zawaideh) обвинила Уайта в сексуальном домогательстве. В мае 2017 года Уайт и Завайдех достигли внесудебного соглашения, его условия остались конфиденциальными.
С конца 2019 года встречается с актрисой Ниной Добрев.

## Результаты на крупнейших соревнованиях

### Зимние Олимпийские игры
| Олимпийские игры | Возраст | Хафпайп |
| ---------------- | ------- | ------- |
| 2006 Турин       | 19      | 1       |
| 2010 Ванкувер    | 23      | 1       |
| 2014 Coчи        | 27      | 4       |
| 2018 Пхёнчхан    | 31      | 1       |
| 2022 Пекин       | 35      | 4       |